# Balagny-sur-Thérain
Balagny-sur-Thérain – miejscowość i gmina we Francji, w regionie Hauts-de-France, w departamencie Oise.
Według danych na rok 1990 gminę zamieszkiwało 1487 osób, a gęstość zaludnienia wynosiła 219 osób/km² (wśród 2293 gmin Pikardii Balagny-sur-Thérain plasuje się na 188. miejscu pod względem liczby ludności, natomiast pod względem powierzchni na miejscu 708.).